# 1180 Peachtree
1180 Peachtree, ook bekend als het One Symphony Center en de Symphony Center Tower, is een wolkenkrabber in Atlanta, Verenigde Staten. De bouw van de kantoortoren aan 1180 Peachtree Street begon in 2003 en werd in februari 2006 voltooid voor een bedrag van $120.000.000.

## Ontwerp
1180 Peachtree is 200,16 meter hoog en telt 41 verdiepingen. Het heeft een verhuurbare oppervlakte van 62.245 vierkante meter. 58.993 vierkante meter hiervan is voor kantoorruimte, de overige 3.252 is voor detailhandel. De wolkenkrabber bevat 15 personenliften, 2 goederenliften en 1.200 parkeerplaatsen.
Het gebouw rust op 192 pijlers die tot het bedrock op 20 meter diepte komen. Hierop vindt men de 12 meter hoge lobby van twee verdiepingen. Daarboven bevindt zich de parkeergarage van 12 verdiepingen. Van de 27 hieropvolgende kantoorverdiepingen, maken 3 nog deel uit van het podium, de overige 24 verdiepingen vormen de toren. Boven op het gebouw bevinden zich de twee vinnen van 36 meter.
1180 Peachtree is door Pickard Chilton in modernistische stijl ontworpen. Het is bekleed met een gordijngevel van staal en glas. De lobby bevat kalkstenen vloeren en muren van Italiaans Carrara marmer.

## Prijzen
Het gebouw heeft verschillende prijzen ontvangen. Zo kreeg het een gouden LEED certificaat in 2005, als tweede kantoortoren in de wereld en eerste in het zuidoosten van de Verenigde Staten. In 2009 kreeg het gebouw de "BOMA-Southeast Regional The Office Building of the Year Earth Award".